# Chlorophytum crassinerve
Chlorophytum crassinerve är en sparrisväxtart som först beskrevs av John Gilbert Baker, och fick sitt nu gällande namn av Anna Amelia Obermeyer. Chlorophytum crassinerve ingår i släktet ampelliljor, och familjen sparrisväxter. Inga underarter finns listade i Catalogue of Life.